# Viken (See)
Der Viken ist ein schwedischer See im nordöstlichen Västergötland. Er hat eine Fläche von 48 km² und entwässert über den See Bottensjön in den Vättern-See. Der Viken gehört zum System des Göta-Kanals, dessen höchstgelegener See er ist (92 Meter ü. M.).